# Praia

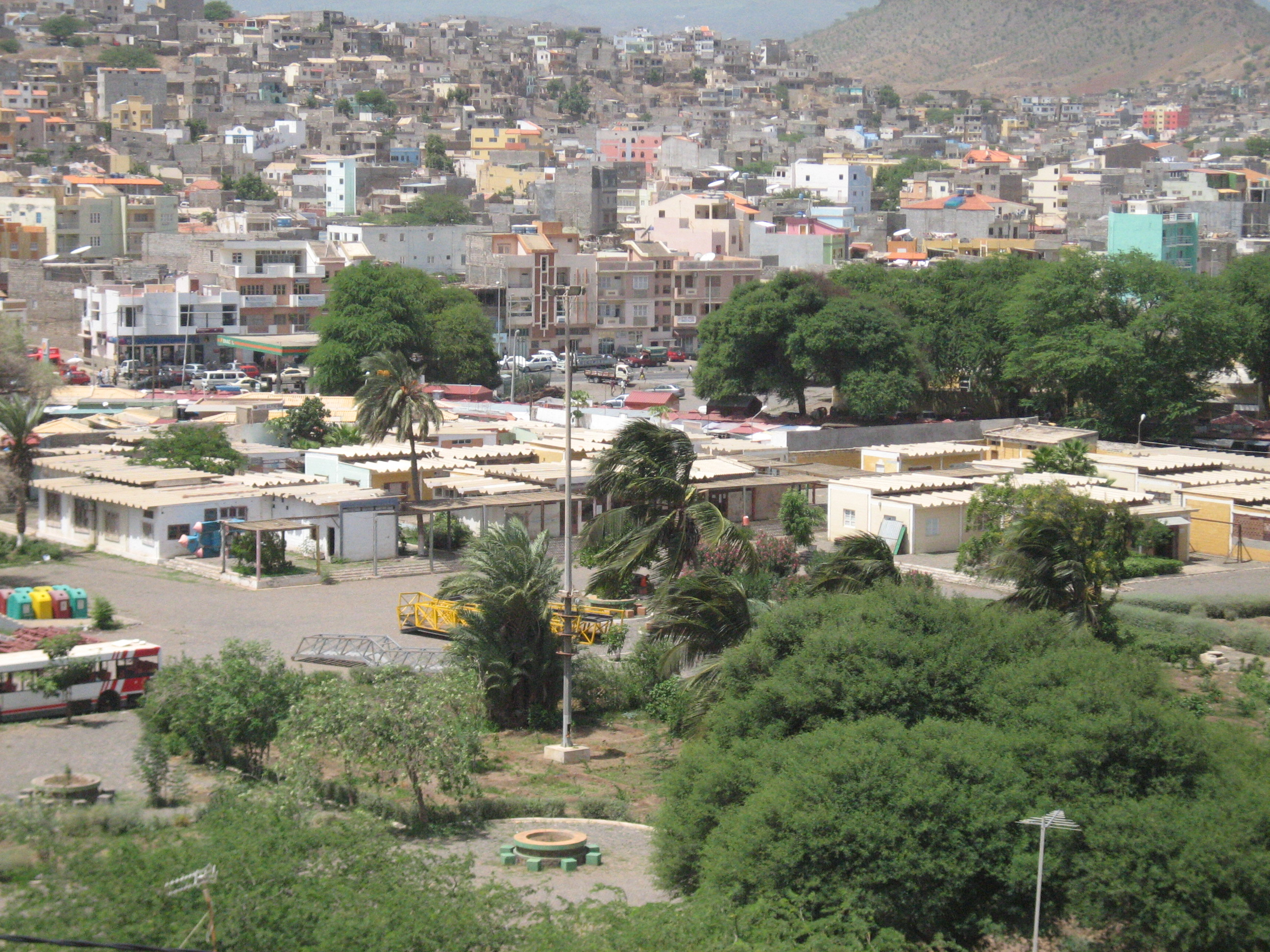
Praia látképe

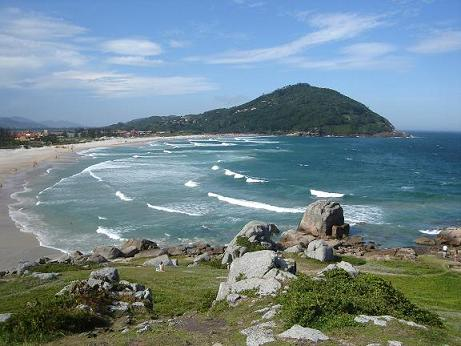
Praia, tengerpart

Praia a Zöld-foki Köztársaság 113 000 lakosú fővárosa.

## Földrajz
A város az Atlanti-óceánon fekvő szigetország legnagyobb szigetén, Santiagón fekszik, Szenegáltól nyugatra. A legnyugatibb afrikai főváros: közelebb van hozzá az összes európai és amerikai ország fővárosa, mint a legkeletibb, Port Louis (Mauritius).

## Történelem
1615-ben alapították a várost Praia de Santa Maria néven. Eleinte rakodókikötőként alkalmazták, hogy elkerüljék az akkori főváros, Ribeira Grande kikötőjében (ma: Cidade Velha) fizetendő adókat. Gyorsan felvirágzott és 1770-ben már Praia lett a kolónia központja. A portugál gyarmat története során többször felmerült a főváros váltása, de a portugál vezetésnek nem állt érdekében a főváros cseréje. 1858-ban városi rangot kapott.
Kezdetben csak a belvárost (amely egy fennsíkon történt megépítése miatt a Plató elnevezést kapta) tekintették Praiának. A függetlenség kivívása után lakossága megnégyszereződött.
A város történelmi belvárosa 2016 óta a világörökség javaslati listáján szerepel.

## Gazdaság
A főváros legnagyobb létesítménye a cementmű. A kikötő szomszédságában megtelepedett kisüzemek a sziget ültetvénygazdálkodásának termékeit; a kávét, cukornádat, déligyümölcsöt és a dohányt dolgozzák fel.
Praia gazdaságát elsősorban a szolgáltató szektor határozza meg, emellett részét képezi egy alacsony mértékű ipari szektor is (legfőképpen a partmeni halfeldolgozás, ill. a külvárosi részben az élelmiszeripar).
A szolgáltató szektorban dolgozó emberek nagy része (főváros lévén) a közigazgatásban dolgozik, de kiterjedt a kereskedelemben dolgozók és egyéb szolgáltatóknál elhelyezkedők aránya is (például turizmus, egészségügy, oktatás).

## Közlekedés
Praia rendelkezik a város nagyságához mérten széles tömegközlekedéssel, egy nemzetközi kikötővel és egy nemzetközi repülőtérrel. A kikötő a fő elosztóhelye a szigetről származó export- és importtermékeknek.

### Éghajlat
Praia enyhe sivatagi klímával rendelkezik. Az év során egy rövid esős évszak és egy hosszú száraz évszak váltja egymást. A csapadék éves mértéke 260 milliméter, ez főképp augusztusban, szeptemberben és októberben esik. A hőmérséklet állandó magas, az átlagos maximum hőmérséklet 27 °C, az átlagos minimum hőmérséklet 23 °C.
| Hónap                         | Jan. | Feb. | Már. | Ápr. | Máj. | Jún. | Júl. | Aug. | Szep. | Okt. | Nov. | Dec. | Év   |
| ----------------------------- | ---- | ---- | ---- | ---- | ---- | ---- | ---- | ---- | ----- | ---- | ---- | ---- | ---- |
| Rekord max. hőmérséklet (°C)  | 31,0 | 31,0 | 33,0 | 34,0 | 33,0 | 34,0 | 33,0 | 33,0 | 36,0  | 33,0 | 32,0 | 31,0 | 36,0 |
| Átlagos max. hőmérséklet (°C) | 25,0 | 25,0 | 26,0 | 26,0 | 27,0 | 28,0 | 28,0 | 29,0 | 30,0  | 29,0 | 28,0 | 27,0 | 27,3 |
| Átlagos min. hőmérséklet (°C) | 21,0 | 21,0 | 22,0 | 22,0 | 23,0 | 23,0 | 24,0 | 25,0 | 26,0  | 25,0 | 24,0 | 23,0 | 23,3 |
| Rekord min. hőmérséklet (°C)  | 17,0 | 17,0 | 17,0 | 18,0 | 18,0 | 19,0 | 19,0 | 22,0 | 22,0  | 22,0 | 20,0 | 18,0 | 17,0 |
| Átl. csapadékmennyiség (mm)   | 3    | 0    | 0    | 0    | 0    | 0    | 5    | 97   | 114   | 31   | 8    | 3    | 261  |
| Havi napsütéses órák száma    | 217  | 226  | 279  | 300  | 310  | 275  | 219  | 188  | 219   | 248  | 244  | 215  | 2940 |
| Forrás: BBC Weather           |      |      |      |      |      |      |      |      |       |      |      |      |      |